# Callum Booth
Callum Booth (né le 30 mai 1991 à Stranraer) est un footballeur écossais qui évolue au poste de défenseur à The Spartans FC en prêt de St Johnstone.

## Biographie
Callum Booth joue avec l'équipe d'Écosse des moins de 19 ans, puis avec les espoirs.
Le 1er juillet 2015, il rejoint le club de Partick Thistle.
Le 1er juillet 2018, il rejoint Dundee United.
Le 16 septembre 2019 il rejoint St Johnstone.

## Palmarès

### En club
- St Johnstone
  - Vainqueur de la Coupe de la Ligue écossaise en 2021
  - Vainqueur de la Coupe d'Écosse en 2021